# Lithophaga hanleyana
Lithophaga hanleyana is een tweekleppigensoort uit de familie van de Mytilidae. De wetenschappelijke naam van de soort is voor het eerst geldig gepubliceerd in 1857 door Reeve.